# تیلز (سیستم‌عامل)
تیلز (به انگلیسی: Tails یا The Amnesic Incognito Live System) یک توزیع لینوکس امنیت‌محور بر مبنای دبیان با هدف حفظ حریم شخصی و ناشناسی است.
تمام اتصالات در این سیستم‌عامل به‌طور اجباری از طریق شبکهٔ تور انجام می‌شود. هرگونه اتصال غیرناشناس در این شبکه مسدود می‌شود.
تیلز به‌گونه‌ای طراحی شده تا با لوح زنده یا یواس‌بی زنده اجرا شود و هیچ ردپای دیجیتالی روی سیستم برجای نگذارد. مگر اینکه شما تنظیمات اولیه را تغییر دهید.

## مجموعه نرم افزار نصب شده
دسکتاپ (میزکار) گنوم

### شبکه
- تور با افزونه های.[۴]
  - HTTPS Everywhere
  - NoScript
  - uBlock Origin[۵]

- پیدگین با قابلیت رمزگذاری OTR
- OnionShare برای ارسال فایل ناشناس
- تاندربرد بت پشتیبانی OpenPGP
- Aircrack-ng برای تست نفوذ شبکه Wi-Fi
- نرم افزار کم حجم بیتکوین به نام الکتروم

## شریکان
سازمانها, شرکتها و نفراتی که کمک مالی به تیل میکنند شامل, :
- پروژه تور با حمایت مالی به توسعه این توزیع کمک کرده‌است.[۷]

- بنیاد هندشیک
- صندوق فناوری آزاد
- داک داک گو
- بنیاد آزادی رسانه
- ISC Project
- شرکت لوش
- I2P